# Pierre Beaudry
Pour les articles homonymes, voir Beaudry.
Pour l'écrivain dont le pseudonyme est Pierre Beaudry, voir Jules Fournier
Pierre Beaudry (1774-1848) est un commerçant (grand fabricant de savon, de perlasse et de chandelles) et propriétaire foncier de Montréal. La rue Beaudry et le Métro Beaudry de Montréal ont été nommés en son honneur puisqu'il a donné le terrain permettant l'ouverture de la rue Beaudry en 1843. Il a également fait don du terrain sur lequel est bâtie l’église Saint-Pierre-Apôtre de Montréal.
La Maison Pierre-Beaudry qu'il a fait construire dans le Vieux-Montréal, est située au 201-207, rue de la Commune ouest.